# Овчинников, Максим Михайлович
Макси́м Миха́йлович Овчи́нников (1906—1976) — младший сержант Рабоче-крестьянской Красной Армии, участник Великой Отечественной войны, Герой Советского Союза (1945).

## Биография
Максим Овчинников родился 21 февраля 1906 года в селе Муравлянка (ныне — Скопинский район Рязанской области). Русский. После окончания начальной школы проживал и работал в Москве. В июле 1941 года Овчинников добровольно пошёл на службу в народное ополчение, в боях был ранен и контужен. С весны 1942 года — в действующей армии. К январю 1945 года гвардии младший сержант Максим Овчинников был пулемётчиком 34-го гвардейского стрелкового полка 13-й гвардейской стрелковой дивизии 5-й гвардейской армии 1-го Украинского фронта. Отличился во время освобождения Польши.
7 января 1945 года Овчинников принял участие в разведке боем переднего края обороны противника, что способствовало успешному её прорыву с Сандомирского плацдарма. 16 января 1945 года в районе Ченстоховы Овчинников заменил собой погибшего командира отделения и организовал круговую оборону, отразив все немецкие контратаки и уничтожив около 150 солдат и офицеров противника. 26 января 1945 года отделение Овчинникова переправилось через Одер и отразило несколько немецких контратак на западном берегу. 27 января 1945 года отделение захватило железнодорожную станцию и отразило все контратаки. В тех боях Овчинников лично уничтожил 2 танка и несколько десятков солдат и офицеров противника, получил ранение в руку, но продолжал сражаться, пока не потерял сознание.
Указом Президиума Верховного Совета СССР от 10 апреля 1945 года за «образцовое выполнение боевых заданий командования на фронте борьбы с немецкими захватчиками и проявленные при этом отвагу и геройство» гвардии младший сержант Максим Овчинников был удостоен высокого звания Героя Советского Союза с вручением ордена Ленина и медали «Золотая Звезда» за номером 7511.
После окончания войны Овчинников был демобилизован. Проживал и работал в Москве. Умер 12 марта 1976 года, похоронен на Ваганьковском кладбище Москвы.
Был также награждён рядом медалей.